# Wartungssicherung
Wartungssicherungen (engl. Lockout-Tagout, LOTO) sind technische Einrichtungen, die Stellglieder einer technischen Anlage, also Schalter, Sperr- oder Kugelhähne usw., in einer bestimmten Position fixieren. Sie werden zum Schutz vor unbefugtem Zugriff oder unbeabsichtigtem Einschalten beispielsweise während eines Wartungsvorgangs verwendet.
Die Occupational Safety and Health Administration (OSHA), eine Abteilung des Arbeitsministeriums der USA (Department of Labor, DoL), aber auch das Workers Compensation Board of British Columbia, eine kanadische Arbeitsschutzorganisation, beschreiben die Notwendigkeit anhand von Beispielen:
- Ein automatisches Dampfventil löst aus und verbrüht Arbeiter, die eine Reparatur durchführen.[2]
- Ein blockiertes Fördersystem löst sich plötzlich und tötet einen Arbeiter bei dem Versuch, die Blockade zu lösen.[2]
- Ein gelöstes Kabel versetzt einem Arbeiter einen elektrischen Schlag, während er das Gerät repariert.[2]
- Ein Arbeiter legt eine Anlage still und versucht eine abgesprungene Kette wieder aufzulegen. Ein anderer Arbeiter setzt die Anlage wieder in Gang und tötet den ersten dadurch.[1]

Solche Beispiele begründen die Notwendigkeit von Abläufen und technischen Einrichtungen, die solche Vorfälle verhindern helfen oder gar unmöglich machen.

## Ausführung

Sperrschließe für bis zu sechs Schlösser

Wartungssicherungen können als Plombe oder Siegel ausgeführt sein, die beim Betätigen zerstört werden, oder als wiederverwendbare, häufig mit einem oder mehreren Schlössern gesicherte Sicherung. Üblicherweise werden Plomben oder Siegel verwendet, wenn die Betätigung aus Sicherheitsgründen prinzipiell möglich sein muss. Andere Sicherungen werden verwendet, wenn der unbefugte Zugriff verhindert werden soll oder die Ausführung einer Arbeitstätigkeit nur dann möglich sein darf, wenn die technische Anlage stillgelegt ist, beispielsweise beim Tausch von Antriebsriemen.
Jene Hilfsmittel, die eine dauerhafte Abschaltung der Energie gewährleisten, bestehen meist aus einem Mechanismus zum Blockieren (Ventilabsperrung, Schließkammer, Schaltsperre o. ä.) und einem Schloss zum Verriegeln. Damit wird verhindert, dass Geräte wiedereingeschaltet werden.
Zusätzlich ist eine auffällige Kennzeichnung, wie mit Wartungsanhänger oder -aufkleber, an diesen Blockiersystemen anzubringen. Diese weisen auf abgeschaltete Maschinen und Geräte hin. Somit werden auch andere Mitarbeiter über Wartungs- oder Instandhaltungsarbeiten informiert und ein Wiedereinschalten verhindert.
Sind Arbeitspersonen gefährlichen Energiequellen während Wartungs- und Reparaturarbeiten ausgesetzt, ist ein dokumentiertes Verfahren zum Umgang mit gefährlichen Energiequellen und zur Anwendung der genannten Wartungssicherungen ratsam.

## Rechtliche Situation
In Deutschland haben die Technischen Regeln außer in speziellen Fällen wie in den Technischen Baubestimmungen keine Gesetzeskraft. Sie wirken aber in Form von berufsgenossenschaftlichen Vorschriften über wirtschaftliche Mechanismen, beispielsweise durch die Verhängung von Bußgeldern bei Nichtbeachtung oder Regress beim Verursacher nach grob fahrlässigem oder vorsätzlichen Verursachen von Unfällen (Versicherungsschutz).
In den USA definiert OSHA „gefährliche Energien“ (hazardous energies) und die Mittel, mit diesen umzugehen. Dabei definiert die OSHA diese Energien als ... elektrische, mechanische, hydraulische, pneumatische, chemische, thermische oder andere Quellen in Maschinen und der Ausrüstung, deckt also einen ähnlichen Bereich ab, wie die deutschen Technischen Regeln.

## Problemstellungen
Problematisch ist die Wartungssicherung insbesondere durch die folgenden Faktoren:
- Art der Gefährdung: Es müssen alle relevanten Gefährdungen berücksichtigt werden; so unterteilt die deutsche Bundesanstalt für Arbeitsschutz und Arbeitsmedizin:[4]
  - Mängel in der Gestaltung und der Einrichtung des Arbeitsplatzes
  - Mängel in der Gestaltung, der Auswahl, dem Einsatz und dem Zustand von Arbeitsmitteln (Maschinen, Vorrichtungen, Geräten, Anlagen, Werkzeugen usw.)
  - physikalische, chemische und biologische Einwirkungen
  - Mängel in der Auswahl und/oder Benutzung von persönlichen Schutzausrüstungen
  - Mängel in der Arbeitsorganisation (Abläufe, Arbeitsteilung, Arbeitszeit, Pausen und Verantwortung)
  - unzureichende Qualifikation, Fähigkeit oder mangelhafte Unterweisung der Arbeitsperson.
- Anzahl der beteiligten Personen: Wenn mehr als eine Person an einer Wartung beteiligt sind und die Selbstverantwortlichkeit durchgesetzt werden soll, dann muss jeder der Beteiligten die Sicherung bestätigen. Diese Vorgabe muss auch technisch umsetzbar sein.

## Ausprägungen
Im Elektrohandwerk und der Elektroindustrie werden häufig die sog. 5 Sicherheitsregeln verwendet. Sie stellen eine spezialisierte Form der Wartungssicherungen für Elektroanlagen dar. Ihre Anwendung bei anderen Maschinen ist aber ebenso üblich, da die meisten Maschinen mit elektrischem Strom betrieben werden.